# بطولة العالم للكرة الطائرة ناشئات 2015
أقيمت بطولة العالم للناشئات تحت 18 سنة للكرة الطائرة لعام 2015 في ليما ، بيرو في الفترة من 7 أغسطس إلى 16 أغسطس عام 2015 .

## الترتيب النهائي
| مركز   | فريق                |
| ------ | ------------------- |
| الأول  | إيطاليا             |
| الثاني | الولايات المتحدة    |
| الثالث | الصين               |
| 4      | تركيا               |
| 5      | صربيا               |
| 6      | ألمانيا             |
| 7      | روسيا               |
| 8      | بولندا              |
| 9      | اليابان             |
| 10     | الأرجنتين           |
| 11     | البرازيل            |
| 12     | بلجيكا              |
| 13     | كوريا الجنوبية      |
| 14     | مصر                 |
| 15     | المكسيك             |
| 16     | بيرو                |
| 17     | جمهورية الدومينيكان |
| 18     | تايلاند             |
| 19     | تايبيه الصينية      |
| 20     | كوبا                |

| بطل العالم للكرة الطائرة ناشئات 2015 |
| ------------------------------------ |
| · إيطاليا · للمرة الاولى             |